# كليمنتس ريبلي
كليمنتس ريبلي (بالإنجليزية: Clements Ripley)‏ هو كاتب سيناريو أمريكي، ولد في 26 أغسطس 1892، وتوفي في 22 يوليو 1954.

## وصلات خارجية
- كليمنتس ريبلي على موقع IMDb (الإنجليزية)
- كليمنتس ريبلي على موقع ألو سيني (الفرنسية)
- كليمنتس ريبلي على موقع أول موفي (الإنجليزية)
- كليمنتس ريبلي على موقع قاعدة بيانات الأفلام السويدية (السويدية)
- كليمنتس ريبلي على موقع قاعدة بيانات الفيلم (الإنجليزية)
- كليمنتس ريبلي على موقع كينوبويسك (الروسية)